# Diocèse de Tanjungkarang
Le diocèse de Tanjungkarang (en latin : Dioecesis Tangiungkaranganus) est une Église particulière de l'Église catholique en Indonésie, dont le siège est à Bandar Lampung, la capitale de la province de Lampung.

## Histoire
La préfecture apostolique de Tandjung-Karang est créée le 19 juin 1952. Elle est érigée en diocèse le 3 janvier 1961, suffragant de l'archidiocèse de Medan.
Le 22 août 1973, la graphie de son nom est officiellement modifiée pour devenir diocèse de Tanjungkarang et le 1er juillet 2003, le diocèse est transféré de la province ecclésiastique de Medan à celle de Palembang nouvellement créée.

## Organisation
Le diocèse de Tanjungkarang couvre le territoire de la province de Lampung, dans la partie sud de l'île de Sumatra. Depuis 2022, il compte 24 paroisses dont la majorité en zone rurale. C'est un lieu d’implantation des prêtres des MEP en Indonésie. Jusqu'en 2012, l'administration du diocèse était assurée par des évêques issus des rangs des déhoniens (S.C.J)
Le siège de l'évêché est à Bandar Lampung, appelée jusqu'en 1983 Tanjungkarang, où se trouve la cathédrale du Christ-Roi.

## Ordinaires du diocèse

### Préfet apostolique
- Albert Hermelink Gentiaras, S.C.J. (1952–1961)

### Évêques
- Albert Hermelink Gentiaras, S.C.J. (1961–1979), précédemment préfet apostolique.
- Andreas Henrisusanta, S.C.J. (1979–2012)
- Yohanes Harun Yuwono (2013 – 2021)
- Vincentius Setiawan Triatmojo (en), (2022– )

## Source
- Catholic-Info